# Lüder Arenhold

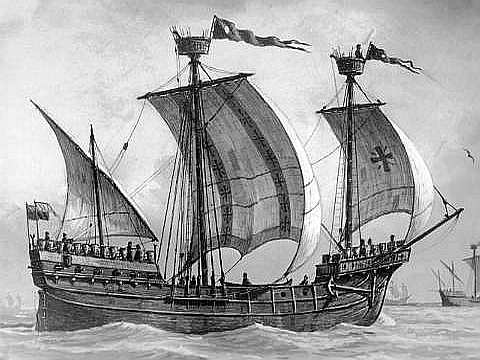
Hansakogg från 1480 med lübecksk flagga.

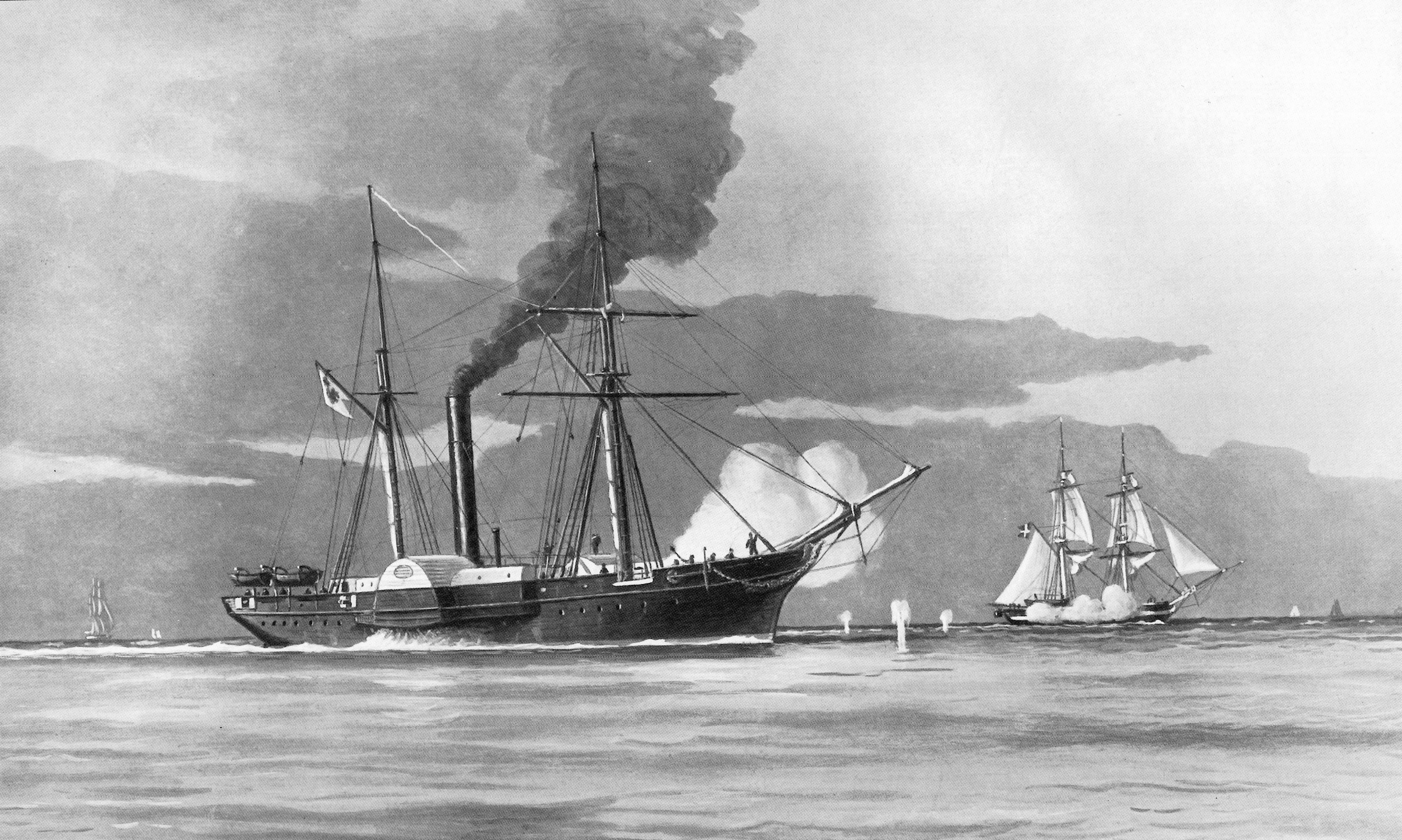
SMS Preussischer Adler i strid mot danska briggen St. Croix 1849 under Slesvig-holsteinska kriget, målning från 1905

Ferdinand Lüder Arenhold, född 7 maj 1854 i Soltau i Tyskland, död 16 juni 1915 i Kiel i Tyskland, var en tysk marinmålare.
Arenhold blev sjökadett vid Kejserliga marinen i april 1874. År 1881 tog han avsked som kaptenlöjtnant inom marininfanteriet och arbetade därefter som målare. Arenhold hade under sin tjänstgöring i flottan besökt Sydamerika och Kina. 
Han studerade i Hamburg under tre år för marinmålarna Heinrich Leitner och Franz Johann Wilhelm Hünten samt 1886–1887 som elev till Hans Gude på Preussische Akademie der Künste i Berlin.
Från 1887 bodde Arenhold i Kiel, där han också ägde en segelbåt och deltog i regattor, bland annat den första Kieler Woche. 
Han gjorde huvudsakligen oljemålningar och hans motiv var främst fartyg ur den kejserliga flottan och historiska fartyg.

## Bildgalleri

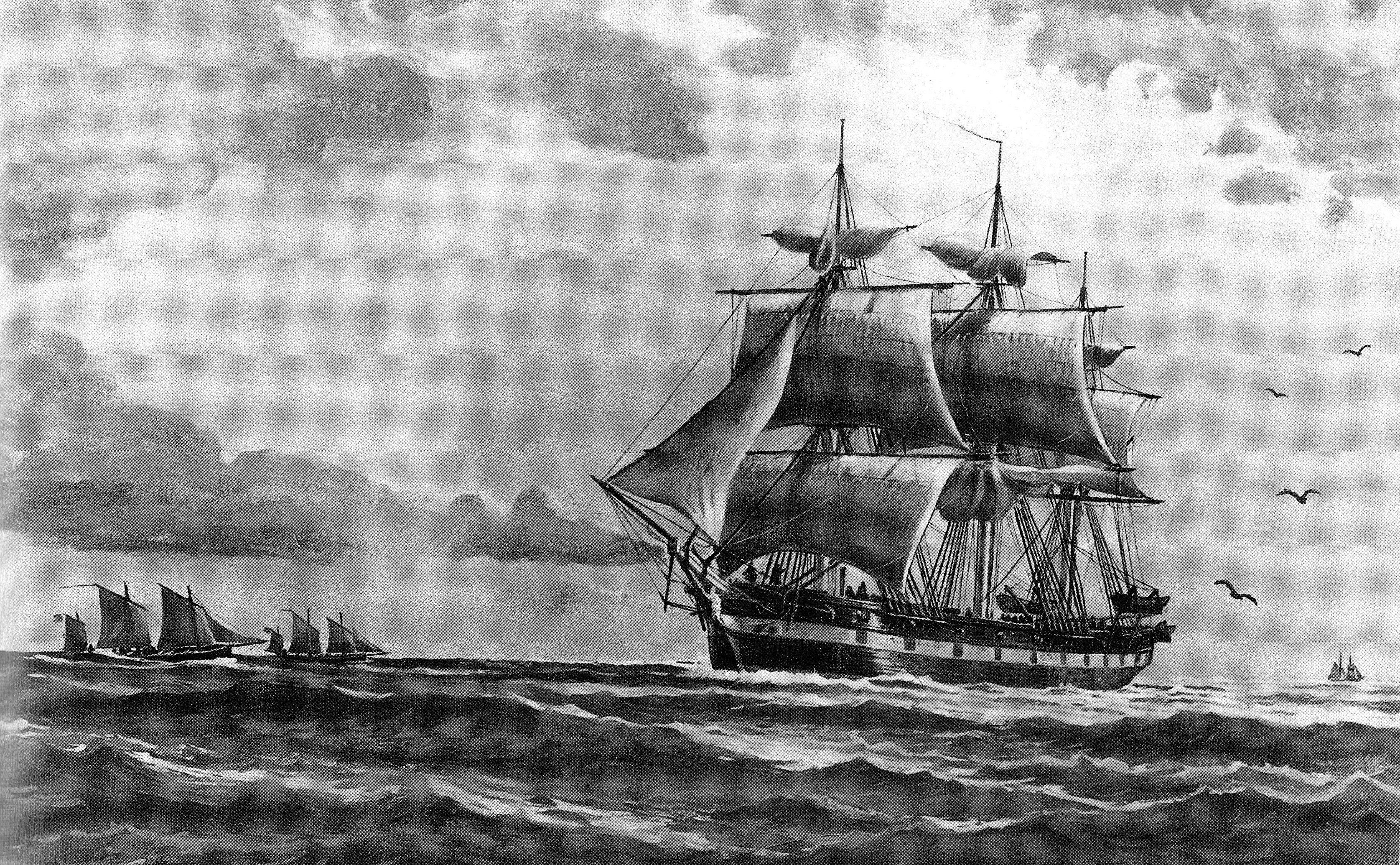
SMS Mercur, målning från 1905
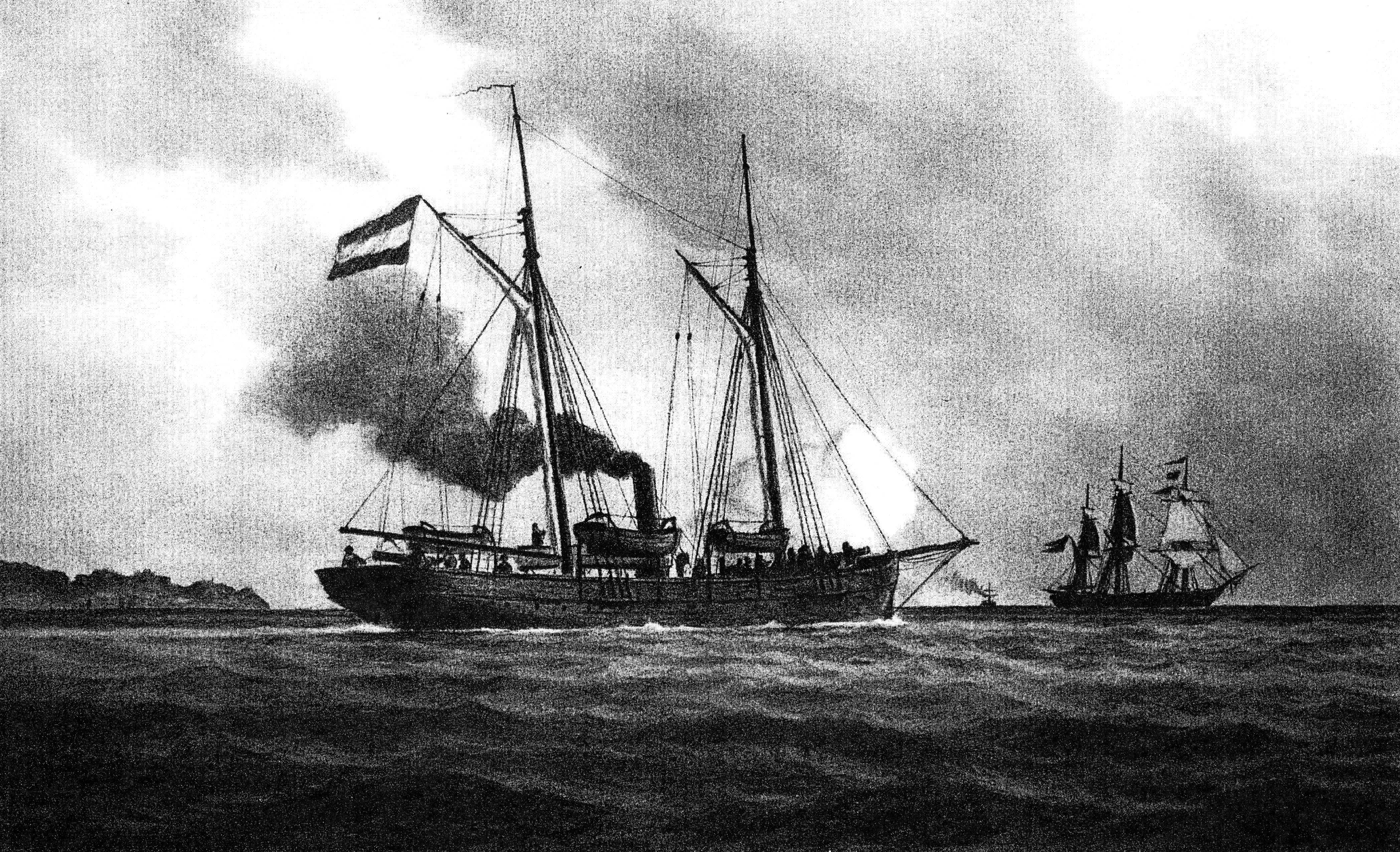
Schleswig-Holsteins kanonbåt Von der Tann, 1849, målning från 1905
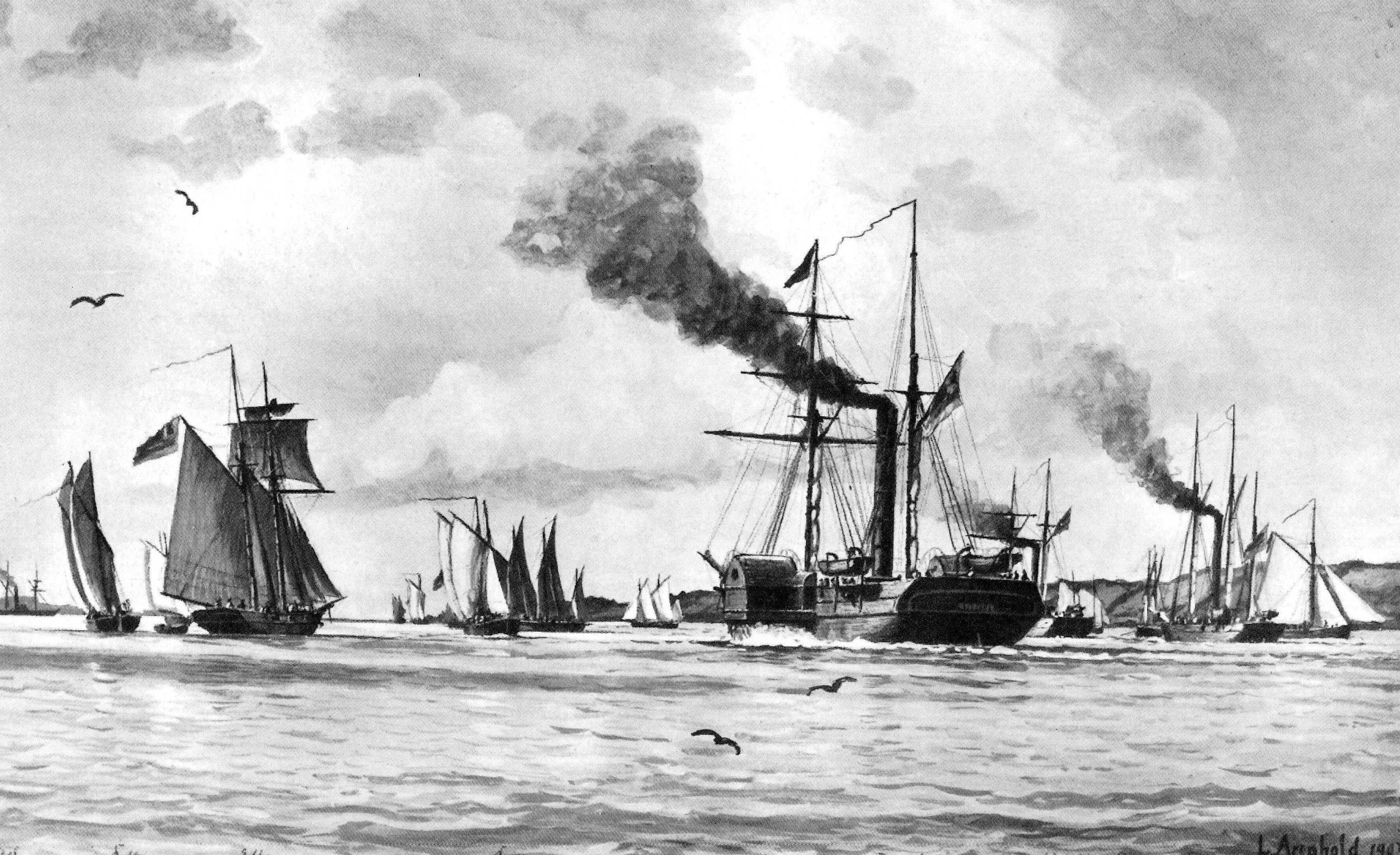
Schleswig-Holsteins flotta 1850, målning från omkring 1905
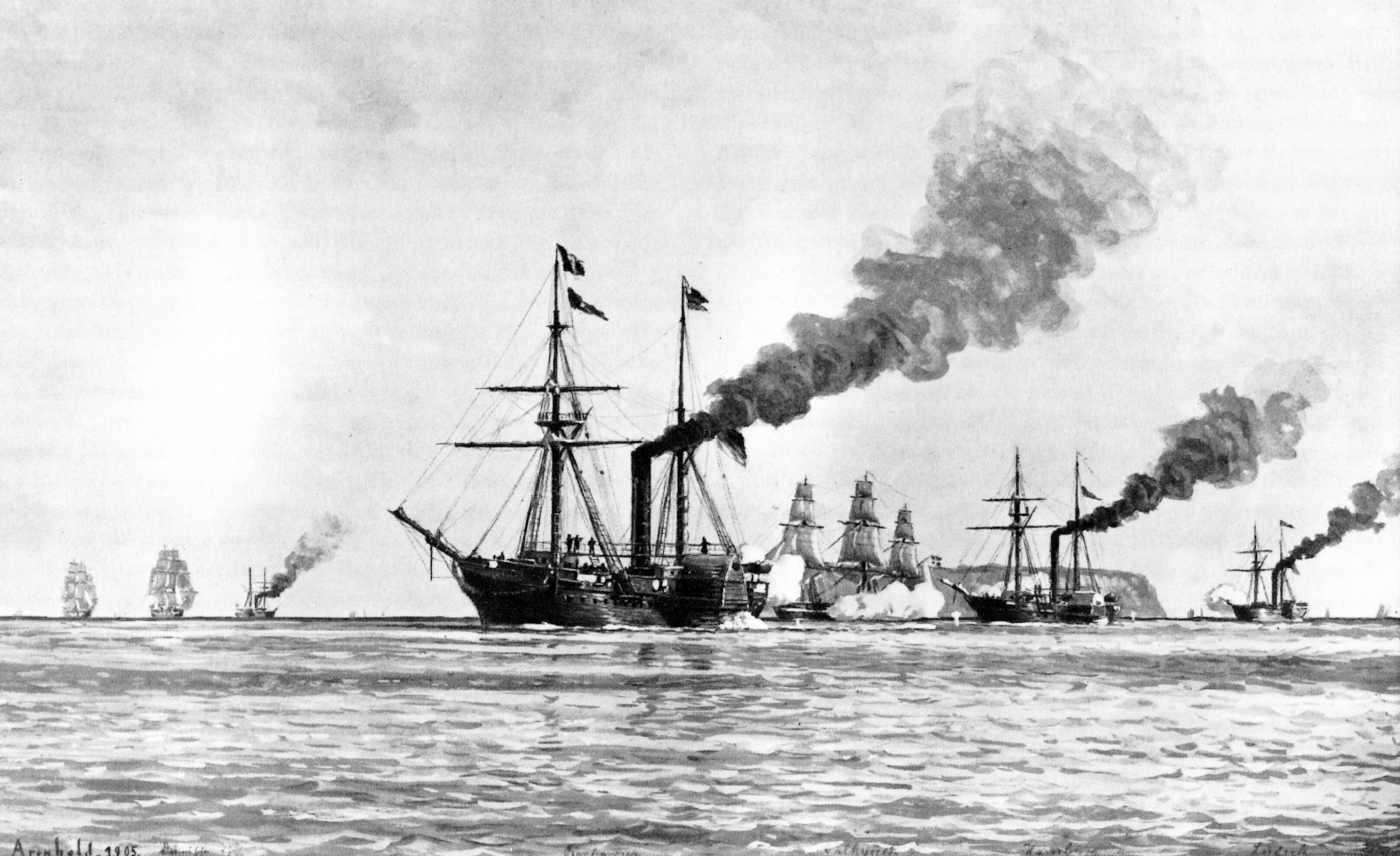
Slaget vid Helgoland 1849, målning från 1905
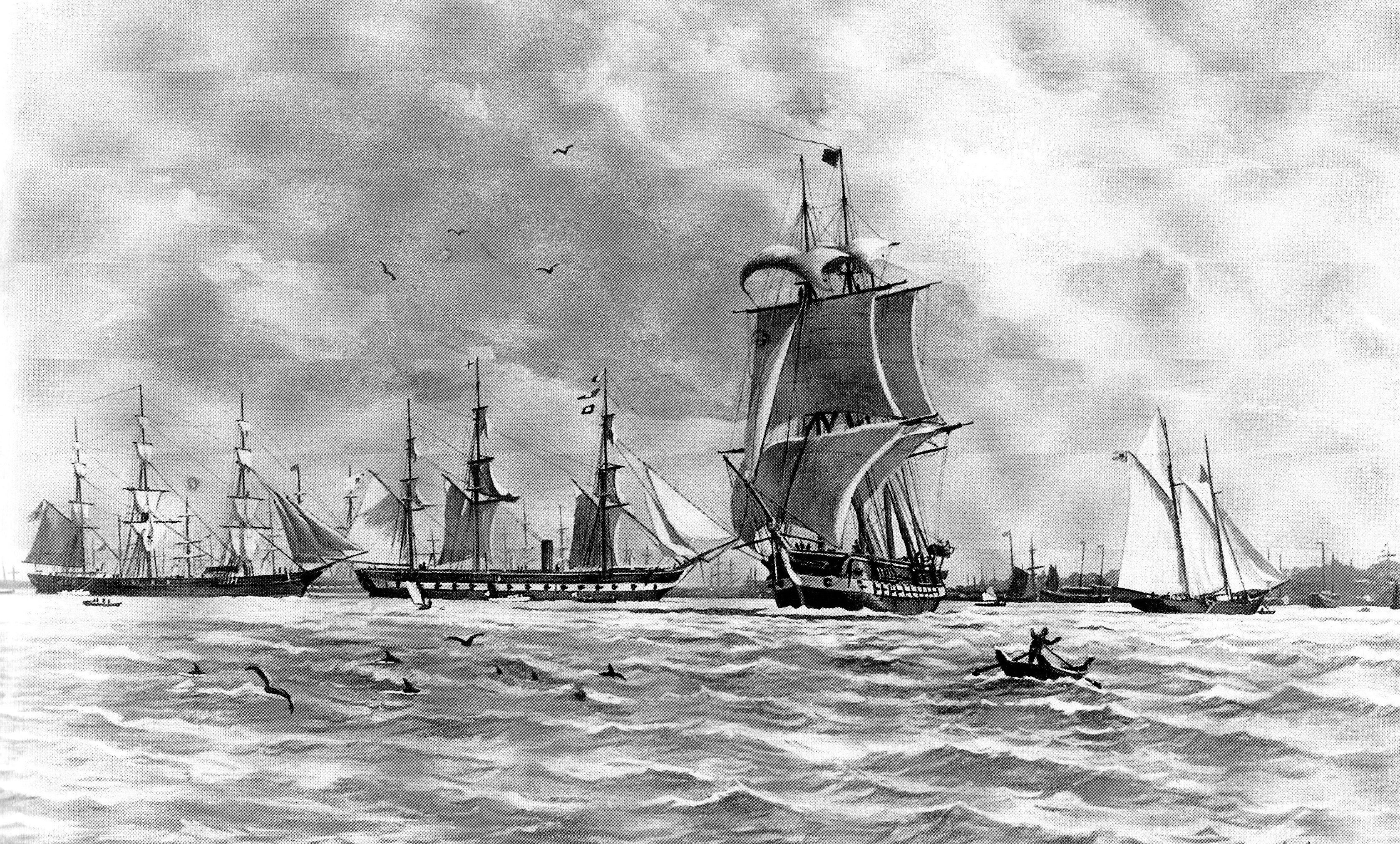
Preussisk eskader i Ostasien 1861, målning från 1903
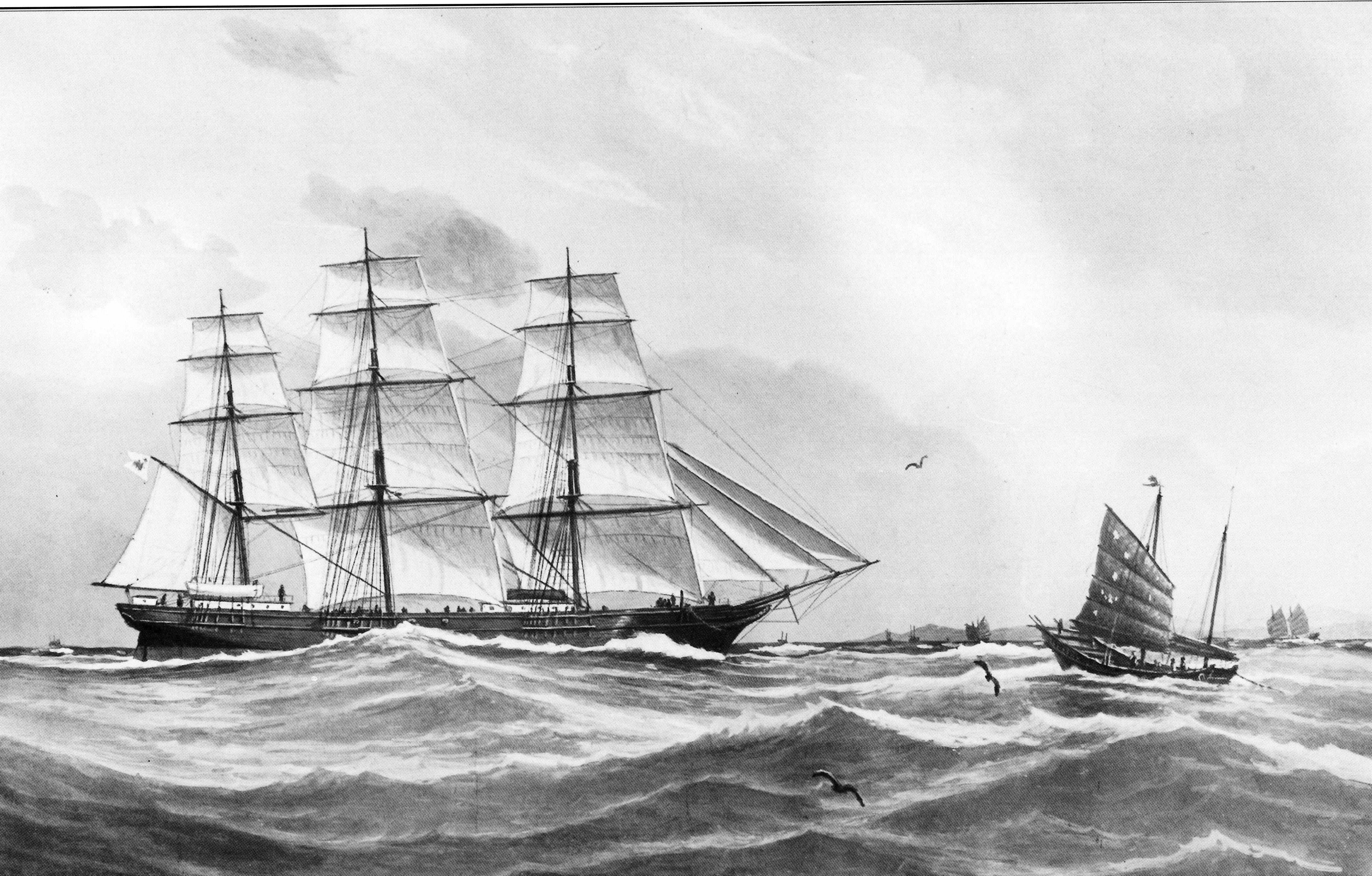
SMS Elbe i ostasiatiska farvatten 1861, målning från 1903
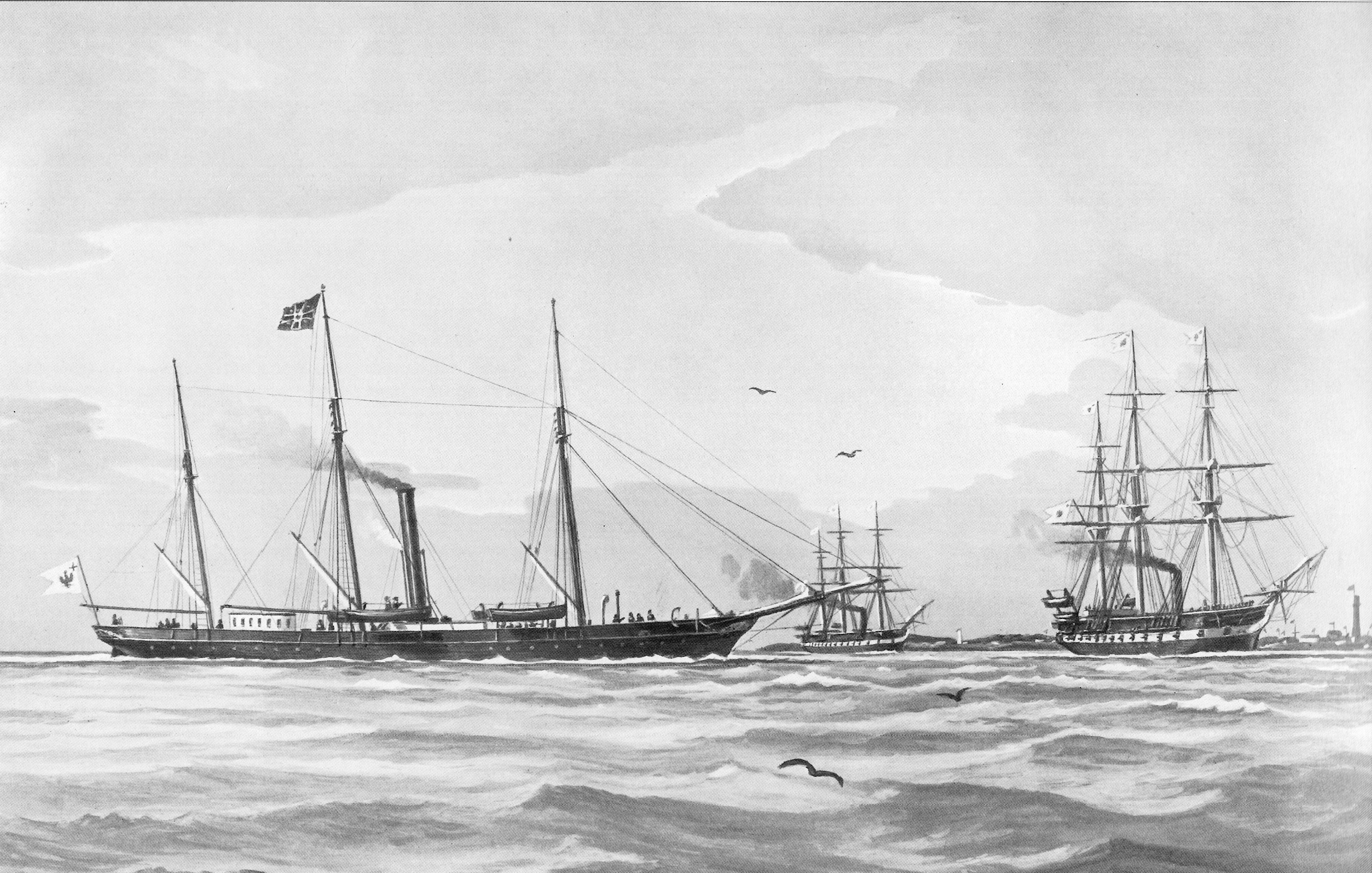
SMS Grille och korvetterna Arcona och Gazelle, målning från 1905